# Utenos Juventus
Maillots
Utenos Juventus est un club lituanien de basket-ball appartenant au Championnat de Lituanie de basket-ball, en première division. Le club est basé dans la ville d'Utena.

## Identité du club
Les couleurs du club sont le rouge, le blanc et le noir.
Depuis 2012, l'Utenos Juventus a sa propre mascotte, nommée Juvis. Juvis est un diable de couleur rouge, portant des souliers bleus et une fourche dorée. La forme de la fourche dorée rappelle le fer à cheval, symbolisant les armoiries de la ville d'Utena.

## Bilan sportif

### Palmarès
| Compétitions nationales                                     | Compétitions régionales                             | Compétitions internationales |
| - Championnat de Lituanie D3 : - Vainqueur (2) : 2005, 2007 | - Challenge Cup Champions : - Vainqueur (1) : 2011. | - Néant                      |

## Joueurs et personnalités du club

### Entraîneurs
Le tableau suivant présente la liste des entraîneurs du club depuis 2009.
| Rang | Nom                  | Période   |
| ---- | -------------------- | --------- |
| 1    | Gintaras Kručkauskas | 2009-2010 |
| 2    | Robertas Giedraitis  | 2010-2012 |
| 3    | Rytis Vaišvila       | 2012-2013 |

| Rang | Nom                 | Période   |
| ---- | ------------------- | --------- |
| 4    | Vitoldas Masalskis  | 2013      |
| 5    | Virginijus Sirvydis | 2013-2014 |
| 6    | Dainius Adomaitis   | 2014-2015 |

| Rang | Nom                  | Période   |
| ---- | -------------------- | --------- |
| 7    | Antanas Sireika      | 2015-2017 |
| 8    | Gediminas Petrauskas | 2017      |
| 9    | Žydrūnas Urbonas     | 2017-2018 |

| Rang | Nom              | Période |
| ---- | ---------------- | ------- |
| 10   | Vidas Ginevičius | 2018-   |

### Joueurs emblématiques
- Simas Buterlevičius
- Marius Prekevičius
- Virginijus Praškevičius
- Dainius Šalenga
- Dino Pita
- Maksym Korniyenko
- Jamar Diggs
- Jeremy Hazell
- Ejike Ugboaja